# Lalaine
Lalaine Vergara-Paras (Burbank, Califórnia 3 de Junho de 1987) é uma atriz, cantora, compositora e dançarina americana. Ficou mundialmente conhecida por interpretar Miranda Isabella Sanchez, a melhor amiga de Lizzie McGuire (Hilary Duff) no seriado Lizzie McGuire da Disney Channel.

## Biografia
Lalaine Vergara-Paras, filha de filipinos, é a mais nova dentre seus três irmãos: Marian, Francisco e Cristina. Possui também dois sobrinhos e uma sobrinha. Lalaine morou, durante o período de 1990 a 1995, nas Filipinas, lugar onde seus pais moram. Foi descoberta aos 10 anos por sua atuação na produção da Broadway "Les Miserables" como Little Cosette por um ano. Lalaine, além da ascendência filipina, tem ancestralidade espanhola e um pouco de chinesa.

### Perfil
Além de cantora e compositora, Lalaine também é dançarina, sendo uma das mais dinâmicas bailarinas da Rádio Disney, onde permanece durante 6 meses no top 30. Lalaine se tornou compositora ao co-escrever 6 músicas do seu novo álbum Inside Story com os produtores Jay Lazaroff e Erik Isaacs. Também já gravou e escreveu trilhas sonoras para alguns filmes no qual também atuou como "You Wish" (A Moeda da Sorte) e "All Fall Down" (Promise Land). Lalaine faz inúmeras performances pela Rádio Disney e outras ao redor do país, dessa forma cativando muitas pessoas com seu jeito enérgico.
Lalaine foi nomeada porta-voz da Power Play, campanha na Califórnia que pretende encorajar crianças a comerem 5 frutas e vegetais por dia.
Seu estilo despojado e seu senso de moda também a caracterizam com designer de vestuário. Tanto que já foi caracterizada em várias revistas tais como People, Teen People, Seventeen, Popstars, Bop, Ignite e outras.
Lalaine recentemente foi nomeada uma das Teen Peoples' 20 Teens Changing the World que veio como resultado da sua paixão por crianças e em ajudar os outros. Também já participou de vários eventos de caridade como: Aids Benefit Concert, Ronald McDonald Charity, N*Sync Challenge for Youth, Children United International e vários outros.
Está morando atualmente em Los Angeles, Califórnia, EUA.

## Filmografia

### Filmes
| Ano  | Título                  | Personagem      | Notas                         |
| ---- | ----------------------- | --------------- | ----------------------------- |
| 2008 | Royal Kill              | Jan             | Pós-produção                  |
| 2007 | Her Best Move           | Tutti           | Summertime Films              |
| 2007 | What's Stevie Thinking? | Miranda Sanchez | Filme para TV                 |
| 2004 | Promised Land           | Norma           | Filme independente            |
| 2003 | You Wish!               | Abby            | Disney Channel Original Movie |
| 2002 | Annie                   | Kate            | TV Movie (Musical)            |
| 2002 | Border Line             | Theresa         | Filme para TV                 |

## Televisão

### Séries
| Ano         | Título                      | Personagem      | Notas                        |
| ----------- | --------------------------- | --------------- | ---------------------------- |
|             | Last Breath                 | Jaiana Printes  | Universal Channel 1 Episódio |
| 2005        | Lagot ka... isusumbong kita | Lalaine         | Episódio That's My Papa      |
| 2001 - 2003 | Lizzie McGuire              | Miranda Sanchez | Disney Channel               |
| 2003        | Buffy the Vampire Slayer    | Chloe           | 2 episódios                  |

## Participações

### Programas
| Ano  | Título                            | Personagem | Nota                              |
| ---- | --------------------------------- | ---------- | --------------------------------- |
| 2005 | K, the P1,000,000 Videoke Contest | Ela mesma  | Episódio Teens and Gigsters       |
| 2005 | SOP Gigsters                      | Ela mesma  | 3 episódios                       |
| 2005 | U-Pick Live                       | Ela mesma  | Episódio data 14 de Abril         |
| 2004 | Flipside                          | Ela mesma  | TV Séries Host                    |
| 2004 | S.O.P                             | Ela mesma  | 2 episódios                       |
| 2003 | Nuts Entertainment                | Ela mesma  | TV Séries                         |
| 2002 | Rank                              | Ela mesma  | Episódio 25 Sexiest Movie Moments |
| 2001 | Express Yourself                  | Ela mesma  | Disney Channel                    |
| 1998 | S-Files                           | Ela mesma  | Episódio desconhecido             |

## Carreira musical

### Álbuns
| Álbum        | Lançado em |
| ------------ | ---------- |
| Inside Story | 2003       |

### EPs
| EP      | Lançado em |
| ------- | ---------- |
| Haunted | 2004       |

### MySpace Música
| Canção                       | Ano de Lançamento |
| ---------------------------- | ----------------- |
| "Always Too Good To Be True" | 2008-2009         |
| "My Jam"                     | 2008-2009         |
| "This Wont Hurt A Bit"       | 2008-2009         |
| "Hide"                       | 2009-             |

### Não Lançada/ Pré-Lançamento da Música
| Canção                    | Ano que vazou a música       |
| ------------------------- | ---------------------------- |
| "No More"                 | De álbum não lançado em 2005 |
| "On The Edge of Goodbye"  | De álbum não lançado em 2005 |
| "Doing Just Fine"         | De álbum não lançado em 2005 |
| "Hey Now"                 | De álbum não lançado em 2005 |
| "Real Life"               | De álbum não lançado em 2005 |
| "More Than Words Can Say" | Vazou completa em 2006       |

### Singles
| 2003 | "You Wish!"         | Inside Story  | — | — | —  |
| 2005 | "Cruella De Vil"    | DisneyMania 3 | — | — | —  |
| 2005 | "I'm Not Your Girl" | -             | — | — | 21 |

## Prêmios e Indicações
| Ano  | Prêmio             | Categoria                                                                                     | Papel                             | Resultado |
| ---- | ------------------ | --------------------------------------------------------------------------------------------- | --------------------------------- | --------- |
| 2000 | Young Artist Award | Young Artist Award para Melhor Performance em um filme ou filme de televisão - Young Ensemble | Kate em Annie                     | Indicado  |
| 2002 | Young Artist Award | Melhor Elenco em Série de TV (Comédia ou Drama)                                               | Miranda Sanchez em Lizzie McGuire | Indicado  |
| 2002 | Young Artist Award | Melhor Performance em Comédia TV Séries - Apoio ao Jovem Atriz                                | Miranda Sanchez em Lizzie McGuire | Indicado  |
| 2003 | Imagen Award       | Melhor Atriz (coadjuvante/secundária) em Televisão                                            | Miranda Sanchez em Lizzie McGuire | Indicado  |
| 2003 | Young Artist Award | Melhor Elenco em Série de TV (Comédia ou Drama)                                               | Miranda Sanchez em Lizzie McGuire | Indicado  |